# Deutscher Evangelischer Kirchentag 1983

Logo des deutschen evangelischen Kirchentags

Der 20. Deutsche Evangelische Kirchentag 1983 fand vom 8. bis 12. Juni 1983 in Hannover statt. Es war der dritte deutsche evangelische Kirchentag nach 1949 und 1967 in der niedersächsischen Landeshauptstadt. Kirchentagspräsident war der SPD-Politiker Erhard Eppler. Das biblische Motto Umkehr zum Leben war dem Alten Testament (Ez 18,21–23 ) entnommen. Das Werbeplakat zum Kirchentag zeigte unter dem Kirchentagsmotto einen Prellbock an einem endenden Eisenbahngleis.
Mit 114.500 Dauerteilnehmern konnte der starke Zuwachs des Kirchentages von 1981 knapp gehalten werden. Wie schon 1981 war die Mehrheit der Teilnehmer jünger als 30 Jahre. 800 Gottesdienste wurden abgehalten, 300 mehr als 1981. Den Schlussgottesdienst im Niedersachsenstadion und auf der benachbarten Mehrkampfanlage, bei dem Landesbischof Klaus Engelhardt die Predigt hielt, besuchten rund 95.000 Personen.
Ein stark präsentes Hauptthema des Kirchentags war der NATO-Doppelbeschluss und die mit ihm verbundene für den Herbst des Jahres anstehende Stationierung von Pershing-II-Raketen und landgestützten Marschflugkörpern, die mehrheitlich, teils sehr deutlich abgelehnt wurde. Bereits im Vorfeld hatte es Auseinandersetzungen gegeben, weil die Friedensbewegung, wie schon beim vorigen Kirchentag 1981, zu Demonstrationen aufgerufen hatte. Zeichen des Protests waren lila Tücher, die zu zehntausenden verteilt und von den Teilnehmern um den Hals oder auch am Kopf getragen wurden. Die Tücher hatten die Aufschrift: „Die Zeit ist da für ein Nein ohne jedes Ja zu Massenvernichtungswaffen“ und dazu eine Zeichnung, die eine riesige Hand zeigt, die ein Männchen mit einer Bombe unter dem Arm aus einer Kirche drängt. Die Bischöfe Hans-Heinrich Harms und Joachim Heubach blieben aus Protest gegen diesen Protest dem Kirchentag fern. Insgesamt aber war die Stimmung deutlich weniger konfrontativ als 1981.
In der DDR wurde im gleichen Jahr vor allem das 500. Geburtsjahr Martin Luthers auf sechs kleineren regionalen evangelischen Kirchentagen in verschiedenen Städten sowie auf einem großen überregionalen Kirchentag in Dresden gefeiert. Beim hannoverschen Kirchentag spielte die Thematisierung des Jubiläums kaum eine Rolle.